# Mariella Mularoni

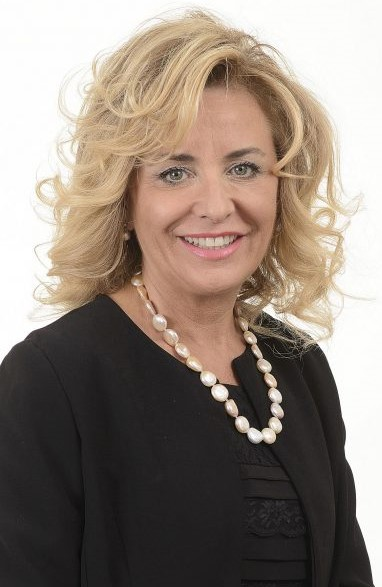
Mariella Mularoni, 2020

Mariella Mularoni (* 15. Oktober 1962 in San Marino) ist eine san-marinesische Politikerin und seit dem 1. Oktober 2019 eine der beiden Capitani Reggenti des Landes.

## Biografie
Mariella Mularoni wurde 1962 in San Marino geboren. Bevor sie Politikerin wurde, studierte sie Englisch und wurde 1987 Lehrerin in San Marino. Im Jahr 1994 trat sie der Christlich-Demokratischen Partei von San Marino bei. Seit 2013 gehört sie dem Zentralkomitee (Consiglio Centrale) und seit 2014 dem Parteivorstand (Direzione) der Partito Democratico Cristiano Sammarinese an. Seit 2013 ist sie außerdem Abgeordnete im Consiglio Grande e Generale (Parlament von San Marino). Am 17. September wurde sie neben Luca Boschi zu einer der beiden Capitani Reggenti gewählt.
Sie ist verheiratet und hat zwei Töchter.
In ihrer Freizeit betreibt Mularoni Tai-Chi und spielt Klavier.